# Call of Duty: Heroes
Call of Duty: Heroes est un jeu vidéo free-to-play de stratégie en temps réel publié par Activision et développé par Faceroll Games. Le jeu est sorti sur Android et iOS le 26 novembre 2014. Le jeu fait partie de la franchise Call of Duty.
Le 23 octobre 2018, Activision annonce que le jeu ne sera plus disponible à partir du 22 décembre.

## Système de jeu
Call of Duty: Heroes est un jeu de stratégie en temps réel avec un gameplay similaire à Clash of Clans. Le joueur prend le contrôle d'une armée de soldats, composée d'« Unités » et de « Héros » afin de détruire les bases ennemies. Les Héros comprennent différents figures emblématiques de la saga Call of Duty, comme par exemple, le Capitaine Price. Alors que les Héros peuvent être contrôlés dans une mesure où ils peuvent être déplacés, les Unités ne peuvent pas être contrôlées, à l'exception du fait que le joueur peut choisir où placer ses Unités. En outre, les Héros ont leurs propres « séries de tueries » (killstreak) à utiliser, telles que le missile Predator, le Chopper Gunner et l'EMP.
Les joueurs doivent également construire leur propre base avec des défenses et des structures afin qu'elle soit protégée des intrus. L'or et le pétrole sont utilisés pour acheter ces éléments, ainsi que d'autres bonus comme un bouclier pour protéger la base du joueur pendant un certain temps, généralement pendant un certain nombre de jours. Au début du jeu, le joueur reçoit automatiquement un bouclier pour sa base gratuitement pendant plusieurs heures. Cependant, les boucliers expirent automatiquement si un joueur lance une rencontre en joueur contre joueur (PvP).

### Immeubles
Pour gagner et stocker de l'or et du pétrole, les joueurs doivent respectivement construire des mines d'or et un stockage d'or, des dépôts pétroliers et des stations de pompage ainsi que des mines de diamants et leurs dépôts. L'or peut être utilisé pour améliorer n'importe quel bâtiment, ce qui peut augmenter la santé du bâtiment et débloquer de nouvelles fonctionnalités. L'or et le pétrole peuvent également être utilisés pour construire des défenses comme le pistolet sentinelle, la tourelle SAM, l'obusier et la tourelle gardien.

### Troupes
Le jeu a deux types de composés (Training Compound & Machine Compound) et deux types d'installations (Ballistics Lab & Technology Facility)[Quoi ?].